# Caius Plautius Proculus
Caius Plautius Proculus est un homme politique de la République romaine du IVe siècle av. J.-C., membre de la gens plébéienne des Plautii.
Il est consul en 358 av. J.-C. avec Caius Fabius Ambustus ; il assure le commandement de la guerre contre les Herniques, une population italique du Latium, les force à se soumettre et obtient le triomphe. Il est nommé maître de cavalerie en 356 av. J.-C. par le dictateur Caius Marcius Rutilus ; Rutilius comme proclus sont les premiers plébéiens à atteindre leurs charges respectives. 
Il est probablement le père de Publius Plautius Proculus.